# Quercus virginiana
Quercus virginiana Mill., 1768, noto anche come leccio della Virginia o quercia del sud o quercia viva, è una specie di quercia sempreverde nativa del Nord-America e diffusa negli Stati Uniti sud-orientali. È un simbolo del profondo Sud degli Stati Uniti, dove si trovano numerosi esemplari secolari. Appartiene alla famiglia delle Fagaceae.

## Descrizione

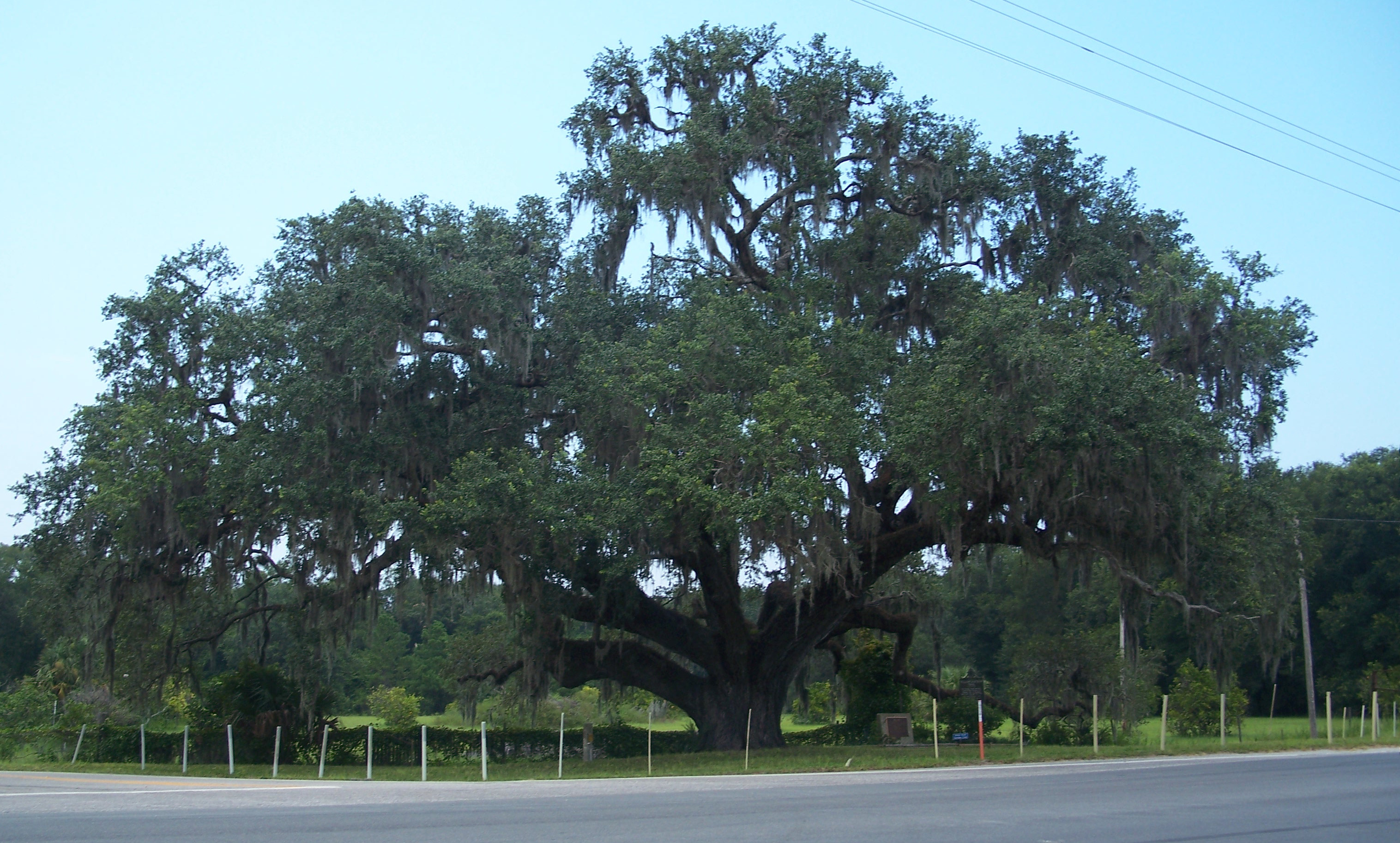
Un esemplare in Florida.

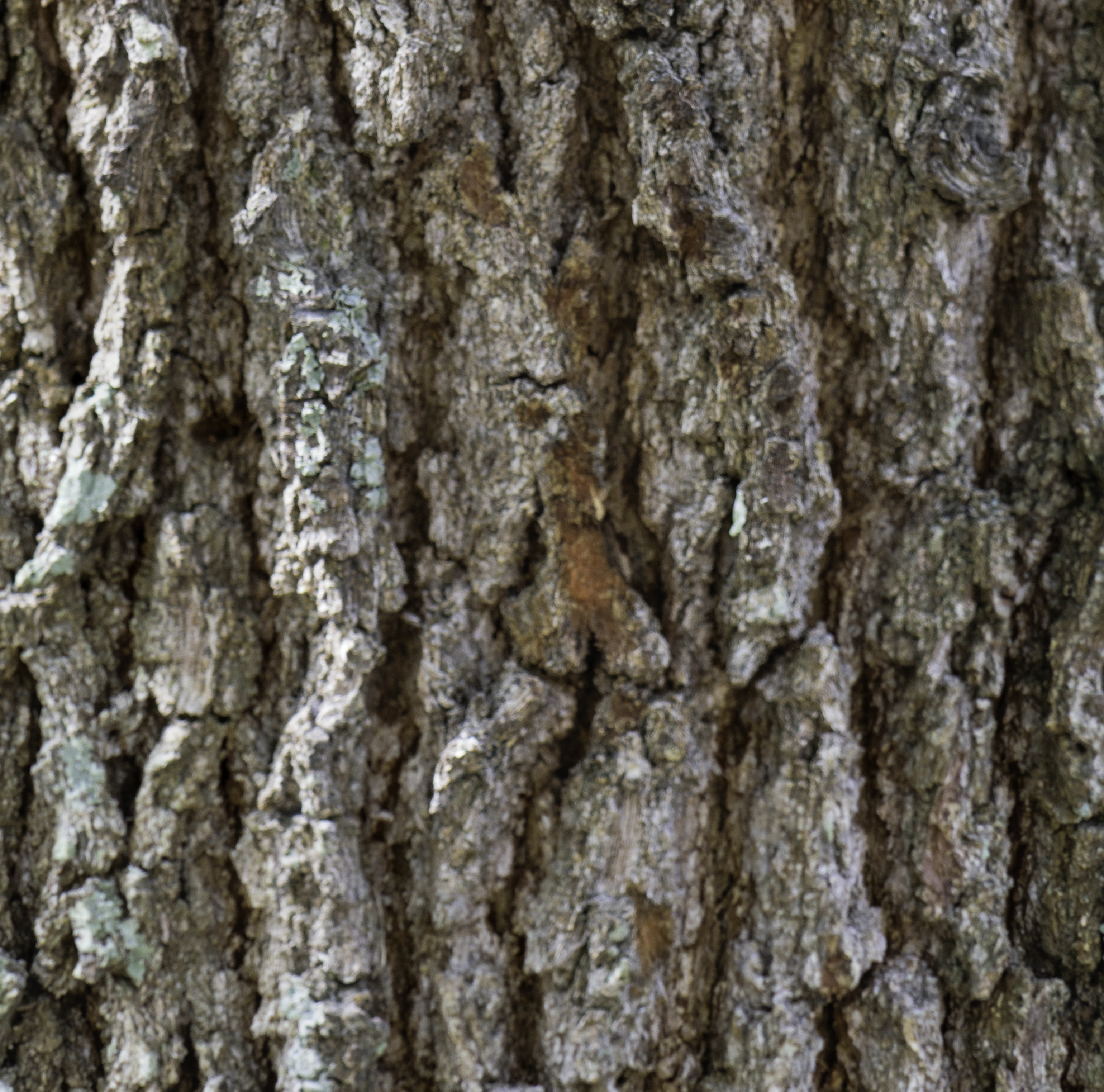
Dettaglio della corteccia.

### Portamento
A seconda delle condizioni di crescita, può assumere un aspetto cespuglioso o di albero vero e proprio; in quest'ultimo caso tipicamente raggiunge i 20 m di altezza con una chioma larga fino a 27 m. I rami più bassi spesso si sviluppano verso il basso fino a lambire il suolo, per poi curvare nuovamente verso l'alto.
I rami spesso ospitano altre specie vegetali, quali Tillandsia recurvata, Tillandsia usneoides, Pleopeltis polypodioides e altre piante emiparassite.
Le radici sono molto ramificate e sin da giovane la pianta sviluppa un fittone profondo. Questa caratteristica, assieme al centro di gravità relativamente basso, rendono Quercus virginiana molto resistente al vento, compresi i violenti uragani tipici del suo areale.

### Corteccia
La corteccia è scura, spessa, fessurata longitudinalmente.

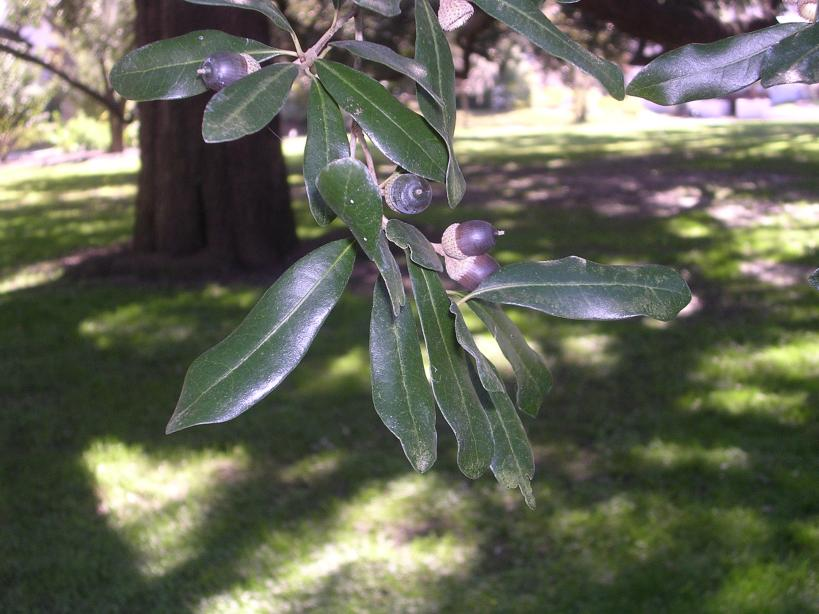
Le foglie e le ghiande.

### Foglie

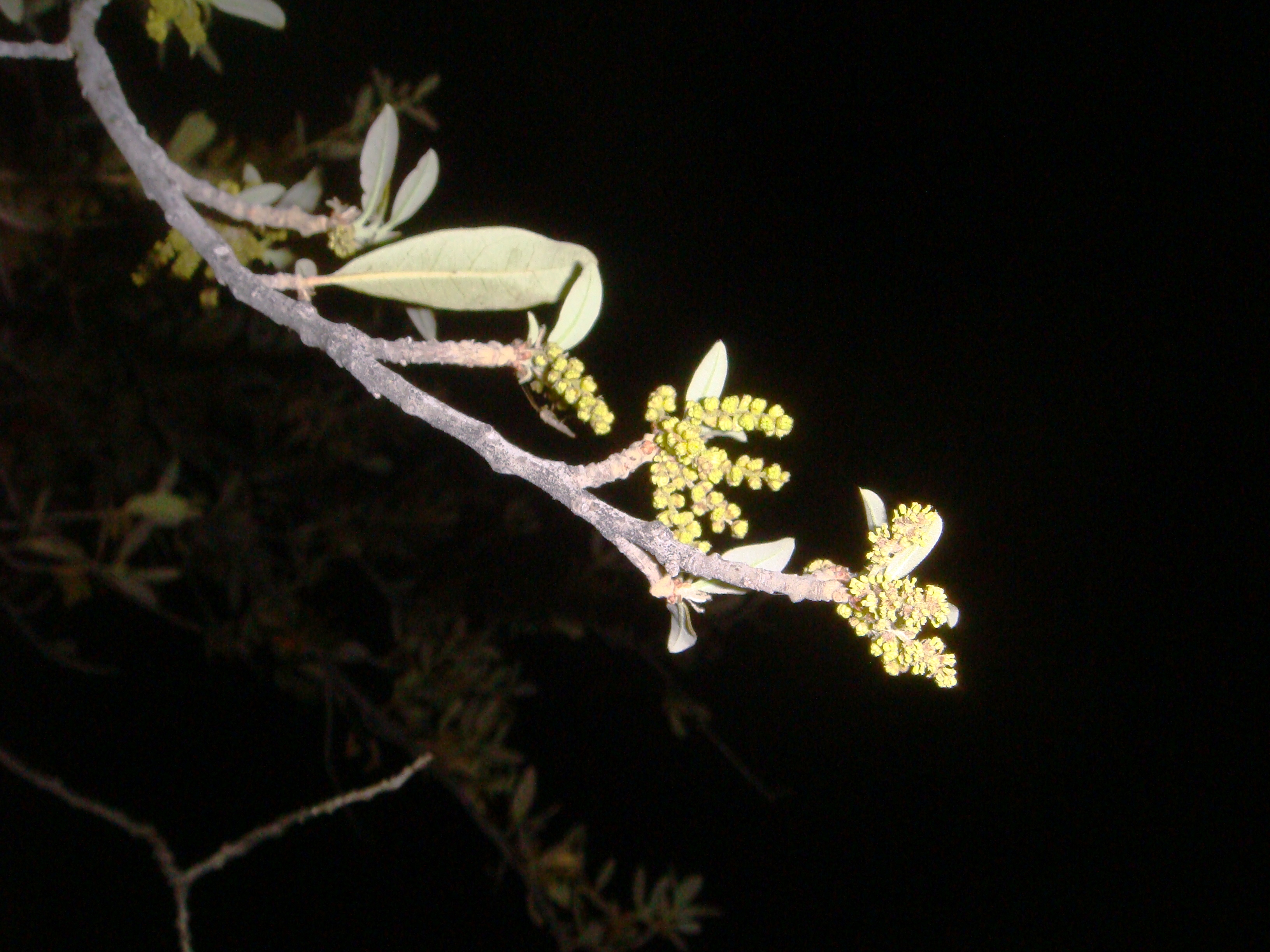
Dettaglio delle infiorescenze.

La specie non è propriamente sempreverde ma semi-decidua, in quanto perde le foglie poco prima della nascita delle nuove foglie in primavera. Occasionalmente le foglie senescenti possono colorarsi di giallo e presentare macchie marroni nel corso dell'inverno, fenomeno talvolta erroneamente confuso con l'attacco del fungo Ceratocystis fagacearum i cui sintomi invece si manifestano d'estate.
La defogliazione può avvenire in anticipo in taluni climi o a causa di inverni secchi o particolarmente freddi.
Le foglie sono rigide e coriacee e distribuite in modo alternato, con la pagina superiore verde scuro e lucida, mentre quella inferiore è di colore grigio pallido e fittamente tomentosa. La forma delle foglie è da obovata a lanceolata con dimensioni di 2–15 cm di lunghezza e 1–5 cm di larghezza.

### Fiori
Quercus virginiana è una pianta monoica con i fiori maschili amenti verdi lunghi 7,5–10 cm. Il periodo di fioritura va dalla fine dell'inverno all'inizio della primavera.
Le ghiande sono relativamente piccole (1-2,5 cm) dalla forma allungata (ovoidale o oblungo-ellissoidale), lucide e dal colore che varia dal marrone fino quasi al nero, con l'apice nero, sorrette singolarmente o in grappoli di tre ghiande su un gambo lungo da 10 a 20 mm.
Le ghiande sono contenute in cupole sferiche di dimensioni di 8–15 mm, che coprono un terzo della ghianda, dal colore dal biancastro al grigiastro.

## Distribuzione e habitat

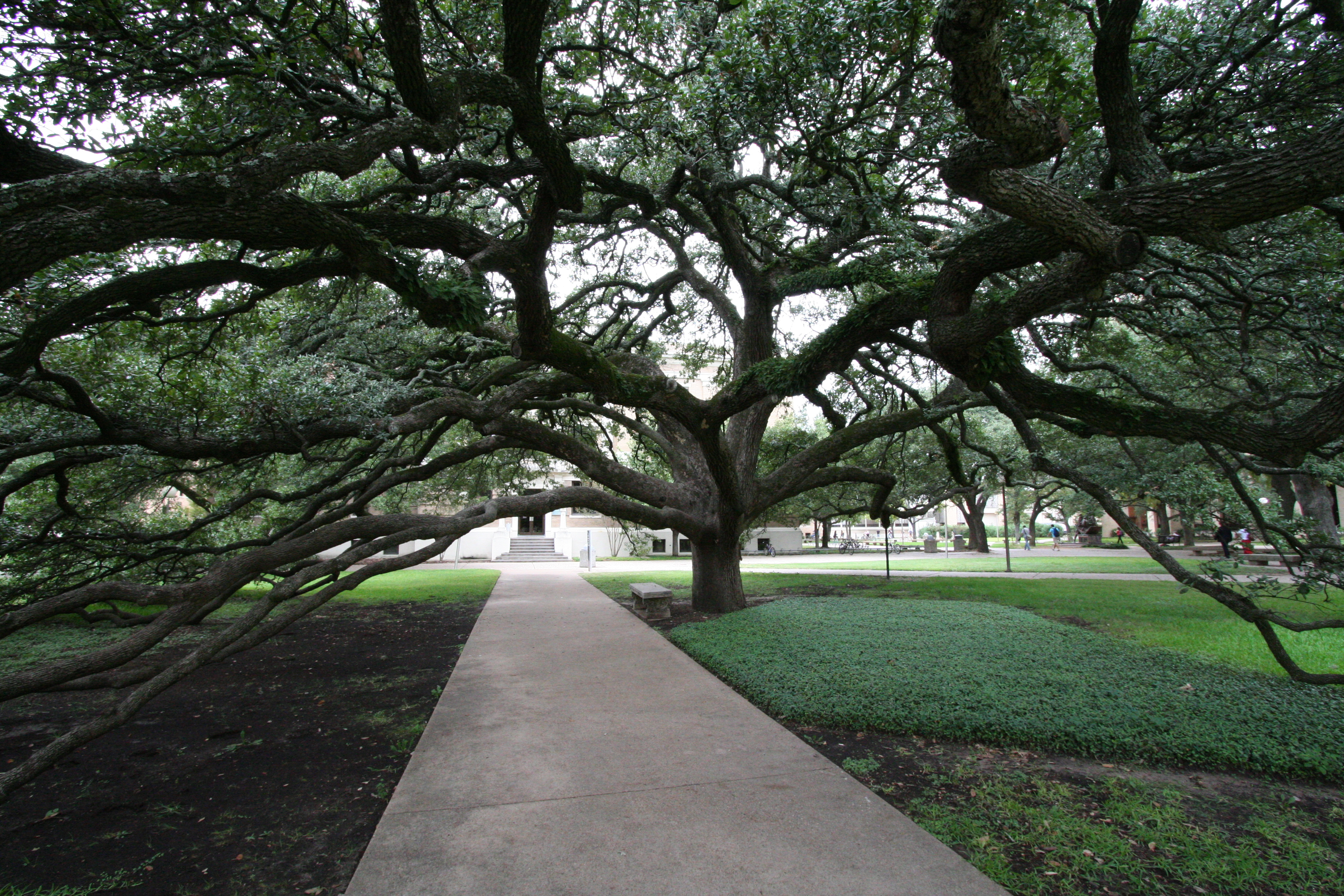
Il Century Tree presso la Texas A&M University.

Quercus virginiana si trova naturlamente nella pianura costiera del golfo del Messico e lungo la parte meridionale della costa orientale degli Stati Uniti. L'areale originale comincia da nord, nella Virginia sud-orientale e si estende verso sud in una fascia stretta lungo la costa fino alla Carolina del Sud, dove l'areale si allarga includendo regioni più interne. La fascia costiera si allarga ulteriormente muovendosi verso sud, comprendendo l'intera parte meridionale della Georgia e la totalità della Florida e spingendosi fino alla parte settentrionale delle Florida Keys. L'areale continua poi verso ovest lungo il saliente della Florida e la baia di Mobile, poi ancora lungo la fascia costiera del Mississippi e della Louisiana, ad esclusione di alcune isole e aree costiere nella fascia più prossima alla costa. In Texas l'area di presenza si allarga ad alcune zone dell'entroterra per poi restringersi verso sud e terminare in corrispondenza della località di Port Lavaca. L'esemplare adulto cresciuto più a nord è un albero presente nell'area urbana di Annapolis, in Maryland.

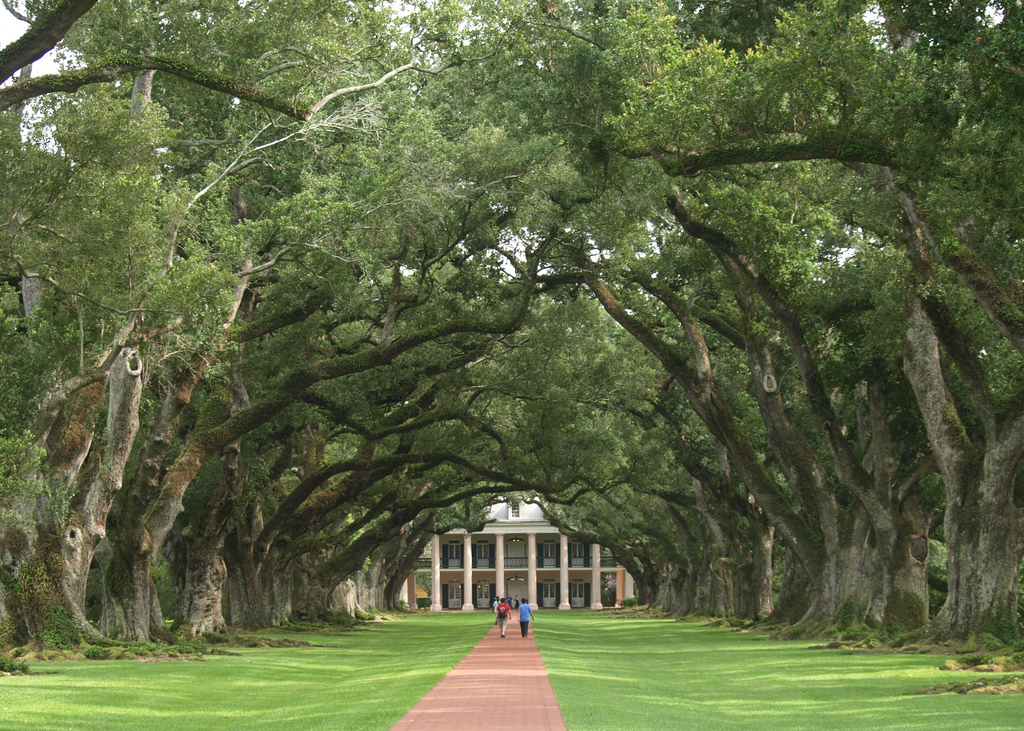
Il viale di accesso alla Oak Alley Plantation in Louisiana fiancheggiato da esemplari secolari di Q. virginiana.

Nelle pianure costiere americane Quercus virginiana è presente sia in boschi puri che misti, in savane con esemplari isolati e occasionalmente in piccoli gruppi emergenti dalle praterie degli Stati Uniti meridionali.
Quercus virginiana predilige i terreni umidi ben drenati. Può crescere in terreni argillosi, ma anche in sabbie con strati di materiali organici o particelle fini. Quanto all'altitudine, raramente cresce al di sopra di 100 m s.l.m.
In Europa è stata introdotta nel 1739.

## Usi

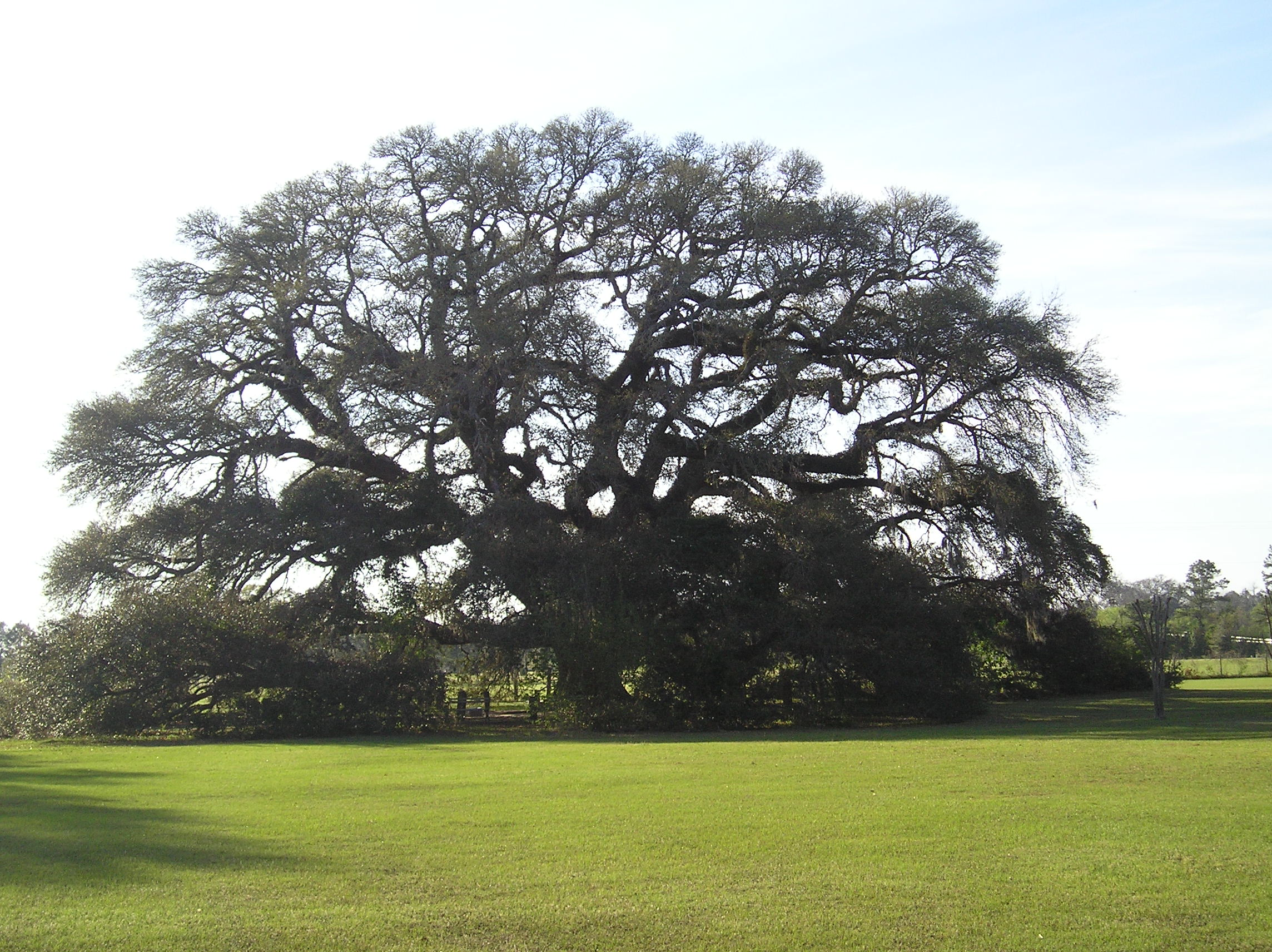
Il Constitution Oak in Alabama.

Il legno di Quercus virginiana è duro, pesante e difficile da lavorare, ma molto resistente. Per questa peculiarità, in passato i suoi tronchi erano usati per le travi della struttura delle navi di legno. La struttura della fregata USS Constitution fu costruita con assi di Quercus virginiana provenienti da St. Simons, in Georgia. La fitta densità del legno permise alla nave di resistere a diversi cannoneggiamenti, tanto da ricevere l'appellativo di "Old Ironsides".
Oggi gli usi principali consistono nel fornire riparo e alimentazione per la fauna selvatica. Le ghiande infatti sono comprese nella dieta di diversi animali quali il colino della Virginia, la ghiandaia della Florida, l'anatra sposa, il picchio panciagialla, il tacchino selvatico, l'orso nero, il cervo dalla coda bianca e diverse specie di scoiattoli.
La chioma è molto vasta e fitta, fornendo così ombra e possibilità di nodificazione sui suoi rami. I nativi americani erano soliti estrarre un olio dalle ghiande utilizzato in cucina; inoltre si servivano di diverse parti di Quercus virginiana a scopi medicinali, oltre alle foglie (per farne tappeti) e alla corteccia (per coloranti).
Le radici delle piantine occasionalmente producono tuberi che in passato erano fritti e mangiati in sostituzione delle patate.